# 護国寺 (南あわじ市)
護國寺（ごこくじ）は、兵庫県南あわじ市賀集八幡にある高野山真言宗の寺院。山号は賀集山。本尊は大日如来。

## 歴史
京都の石清水八幡宮を開いた行教により創建されたと伝える。その後、西に隣接している賀集八幡神社（淡路国府八幡宮）の神宮寺となっている。
この付近一帯は賀集荘と呼ばれていたが、貞応2年（1223年）の淡路国大田文には高野山宝幢院領とある。
当寺と賀集八幡神社は、室町時代には淡路守護細川氏の庇護を受けていたが、至徳3年（1386年）の火災により賀集八幡神社と共に焼失し、以降は荒廃した。しかし、寛永8年（1631年）に徳島藩主蜂須賀忠英により再興された。その際に、蜂須賀氏の菩提寺の一つとなっている。
明治時代になると、神仏分離により賀集八幡神社は当寺から独立した。

## 境内
- 本堂 - 本尊のほかに布袋尊なども安置しており、淡路島七福神の札所の1つとなっている[3]。金運の利益（りやく）があるとされる[3]。
- 庭園（兵庫県指定名勝） - 池泉鑑賞式庭園で、淡路島最古の庭園である。作庭時期の異なる南側の本堂書院庭と北側の庫裡書院庭とからなっている。
- 庫裏
- 鐘楼
- 本地堂 - 1996年（平成8年）4月再建。賀集八幡神社の祭神である八幡神の本地仏・阿弥陀如来が祀られている。
- 山門（仁王門）
- 修行大師像 - 修行中の弘法大師空海の像。

## 文化財

### 重要文化財
- 木造大日如来坐像 - 当寺の本尊である胎蔵界大日如来坐像は平安時代後期の作とされる[4]。

### 兵庫県指定名勝
- 護国寺庭園

## 前後の札所
淡路四国八十八ヶ所霊場
16 神代寺　-　17 護国寺　-　18 慈眼寺
淡路島七福神（布袋尊）

## 所在地
- 兵庫県南あわじ市賀集八幡732